# Campeonato Carioca de Futebol de 1928 (LMDT)
O Campeonato Carioca de Futebol de 1928 organizado pela Liga Metropolitana de Desportos Terrestres (LMDT) foi vencido pelo América, com o Campo Grande ficando com o vice-campeonato.
Desde a edição de 1925, a LMDT passou a ser formada apenas por clubes de pouca expressão. Embora esse campeonato seja formalmente estadual, a atual Federação de Futebol do Estado do Rio de Janeiro (FFERJ) não o lista na cronologia oficial do Campeonato Carioca – ao contrário dos vencedores dos torneios realizados pela LMDT, entre 1917 e 1924, que são reconhecidos pela FFERJ como legítimos campeões cariocas.

## Regulamento
As dezessete equipes participantes da competição foram divididas entre dois grupos denominados "Série Emmanuel Augusto Nery" e "Série Emmanuel Coelho Netto". Sendo que o primeiro colocado da Série Emmanuel Augusto Nery enfrentaria o primeiro colocado da Série Emmanuel Coelho Netto para definir o campeão carioca.

## Participantes

### Série Emmanuel Augusto Nery
- Americano Football Club* (do bairro Riachuelo)
- Campo Grande Athletico Club (de Campo Grande)
- Dramático Athletico Club (de Realengo)
- Esperança Football Club (de Bangu)
- Fidalgo Football Club (de Madureira)
- Jornal do Commercio Football Club** (do Centro-Santo Cristo-Gamboa)
- Mavílis Futebol Clube (do Caju)
- Metropolitano Athletico Club (do Méier)
- Modesto Football Club (de Quintino Bocaiúva)

*Esse Americano Football Club era da cidade do Rio de Janeiro e não tem nada a ver com o Americano Futebol Clube da cidade de Campos dos Goytacazes.
**Clube de Galdino Santiago, provavelmente funcionário do Jornal do Commercio. O Jornal do Commercio FC foi fundado por funcionários da oficina e da revisão em 3 de outubro de 1922.

### Série Emmanuel Coelho Netto
- América Suburbano Football Club (de Bento Ribeiro)
- Sport Club América (do Lins de Vasconcelos)
- Sport Club Boa Vista (do Alto da Boa Vista)
- Club Athletico Central (do Rocha)
- Sport Club Curupaity (do Catete)
- Dous (Dois) de Junho Football Club (do Caju)
- Magno Football Club (de Madureira)
- Terra Nova Football Club (Estrada da Pavuna)

## Final
| Partida  | Partida   | Partida      | Partida                                            | Partida                | Partida |
| Equipe 1 | Resultado | Equipe 2     | Local                                              | Data                   |         |
| -------- | --------- | ------------ | -------------------------------------------------- | ---------------------- | ------- |
| América  | 1 - 0     | Campo Grande | Rua José do Patrocínio (campo do Independência FC) | 23 de dezembro de 1928 |         |

## Premiação
| Campeonato Carioca de 1928 (LMDT) |
| Rio de Janeiro                    |
| --------------------------------- |
| AMÉRICA                           |